# یواس‌اس گاریر (۱۸۱۴)
یواس‌اس گاریر (۱۸۱۴) (به انگلیسی: USS Guerriere (1814)) یک کشتی بود که طول آن ۱۷۵ فوت (۵۳ متر) بود. این کشتی در سال ۱۸۱۴ ساخته شد.